# Prieuré de Port-Dieu
Le prieuré de Port-Dieu anciennement appelé prieuré de Trappes est un ancien prieuré bénédictin situé à Confolent-Port-Dieu dans le département de la Corrèze en France. Il dépendait de l'abbaye de la Chaise-Dieu.

## Histoire
En 1060, débute la construction, par Robert de Turlande, du prieuré à un emplacement appelé Trappes, situé au-dessus de Port-Dieu, dont les terres appartiennent à Raoul Passereau, de Saint-Sauvin, un ancien troubadour.
Raoul Passereau (ou Passeras) qui appartenait à une importante famille de la région de Murat, avait été converti et attiré à l'abbaye de la Chaise-Dieu à laquelle il avait donné tous ses biens : Lieutadès, Vignonnet et Allanche, en Auvergne, et  le Port-Dieu

À cette époque, le prieuré comptait seize moines qui appliquaient la règle de saint Benoît et qui dépendaient de l'abbaye de la Chaise-Dieu.

En 1149, la juridiction du prieuré s'étend et elle comprend 31 cures situées en Limousin et en Auvergne.

De 1200 à 1300, l'église des Manents est construite à l'extérieur de l'enceinte du prieuré. Initialement consacrée à Notre-Dame, elle est par la suite dédiée à saint Caprais en raison de la venue de ses reliques dans l'église.

Durant les guerres de religion le prieuré souffrit beaucoup. En 1597, un huguenot appelé Laforet s'empara du prieuré, brûla les titres et les archives, pilla et démolit l'église du prieuré. Anne de Ventadour fit un don pour reconstruire l'église mais les travaux ne furent jamais réalisés, les moines préférant utiliser l'église paroissiale.

En 1695, l'église paroissiale fut réparée et l'abbaye de la Chaise-Dieu promulgue seize ordonnances pour améliorer les mœurs monacales très relâchées.

En 1730, après avoir compté une vingtaine de moines, il n'en reste plus que quatre qui assurent un service d'infirmerie.

Durant la Révolution française, le prieuré déclaré bien national est vendu aux enchères. Grâce à l'intervention du maire, Louis Pinet, la démolition de l'enceinte du prieuré reste limitée.

En 1895, une restauration de l'église paroissiale très délabrée est effectuée.

En 1920, des vitraux sont posés à la suite d'une souscription locale.

En 1988, l'église et le presbytère sont dans un état de délabrement avancé. La chapelle est inscrite au titre des monuments historiques en 1988.

### Église de Port-Dieu
L'église de Port-Dieu également appelée église des manents ou chapelle des manents a été construite vers 1200 à l'extérieur de l'enceinte du prieuré. Elle est d'abord dédiée à Notre-Dame puis plus tard à saint Caprais car on y avait amené ses reliques.

Le chœur et l'abside datent du début du XIIe siècle, la nef de la fin du XIIe siècle, le porche est daté du XVe siècle et la sacristie du XIXe siècle.

En 1695, l'église est réparée par les moines.

En 1893, l'abbé Poulbrière indique que l'édifice est très délabré intérieurement et extérieurement. Deux ans plus tard, il écrit qu'il y a eu beaucoup de réparations et que des fresques ont été peintes.

L'église reste à l'abandon jusqu'en 1990, date à laquelle sa sauvegarde est décidée.

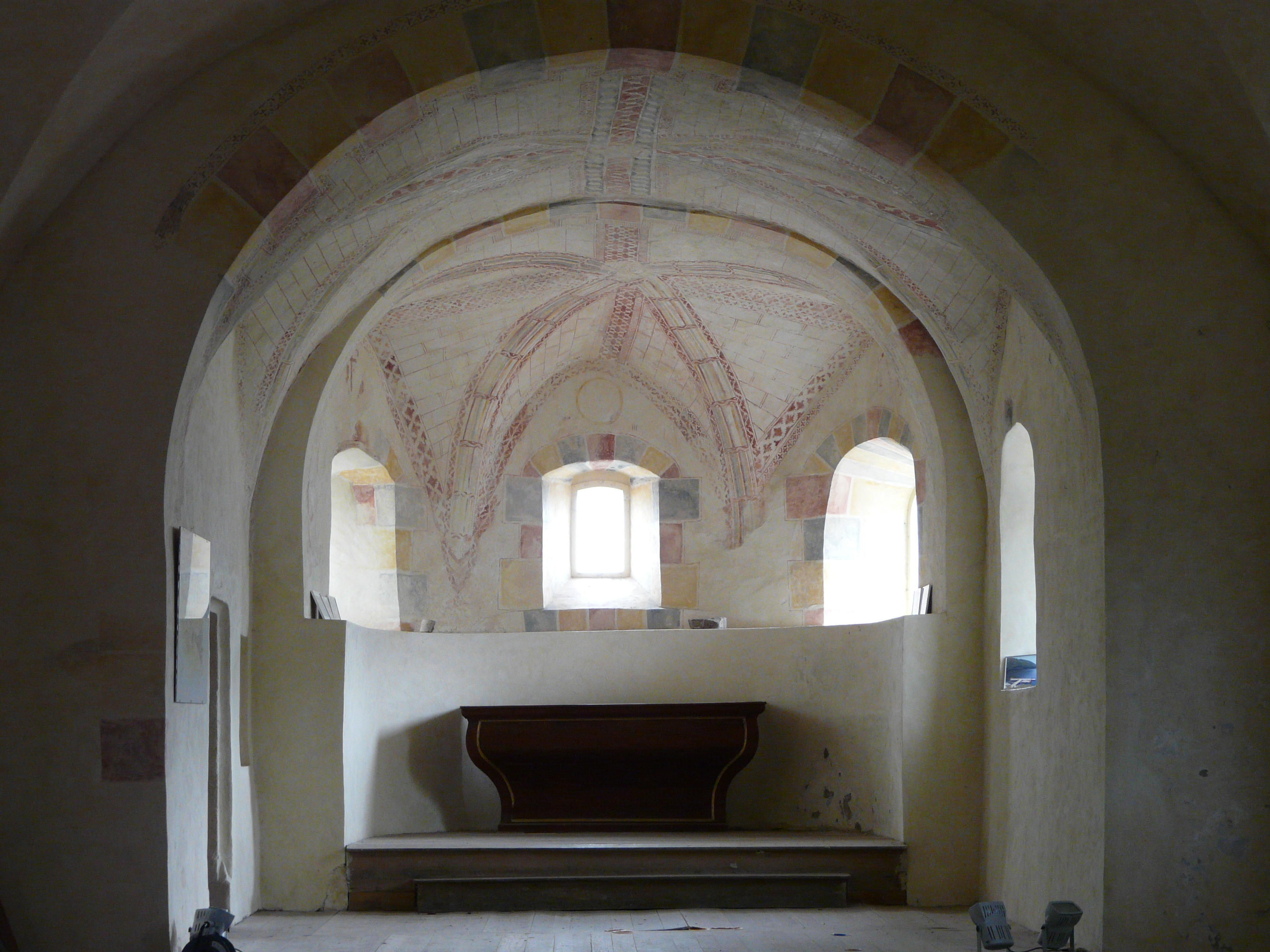
Chœur de la chapelle des Manents.
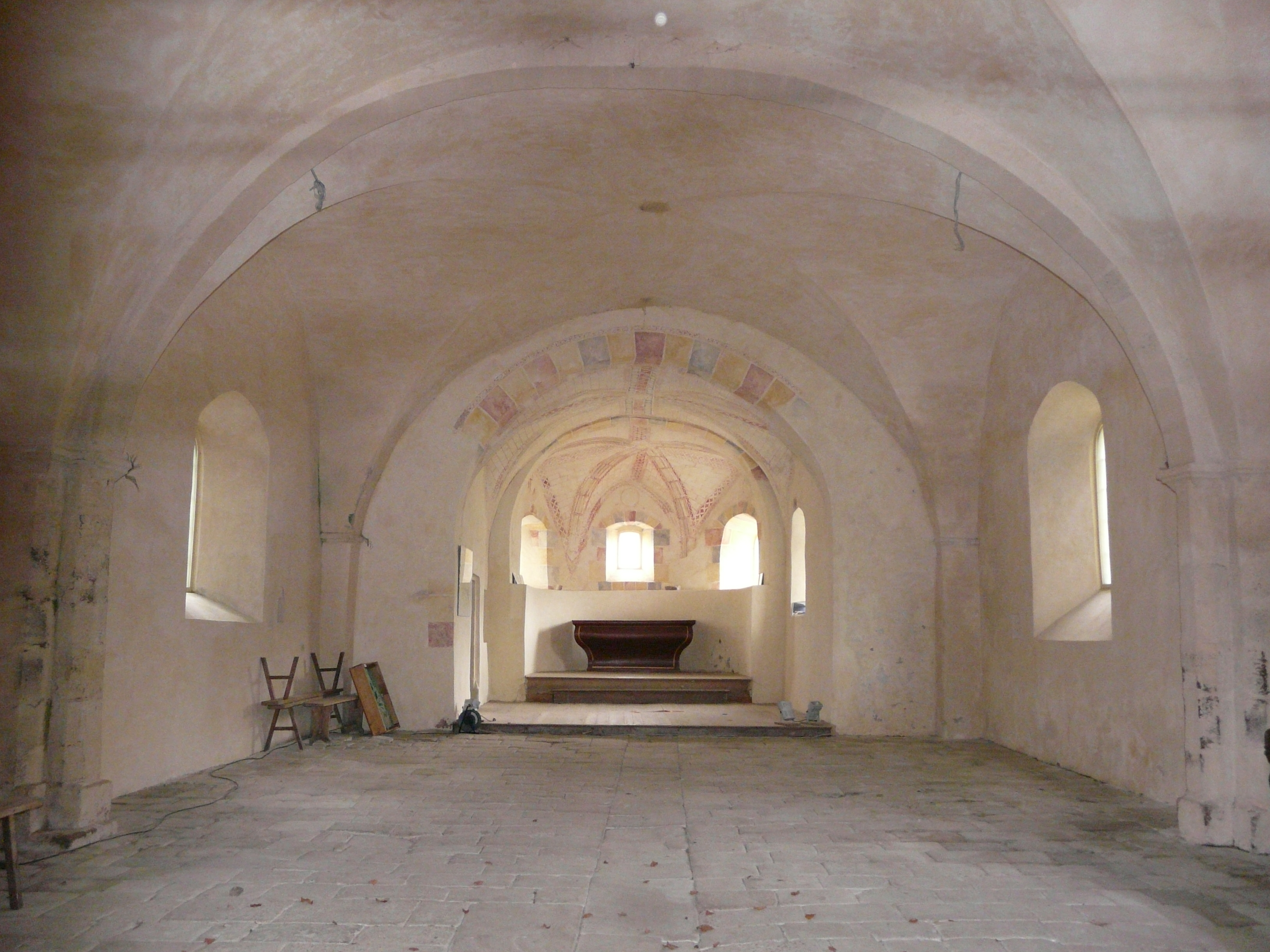
Sa nef.
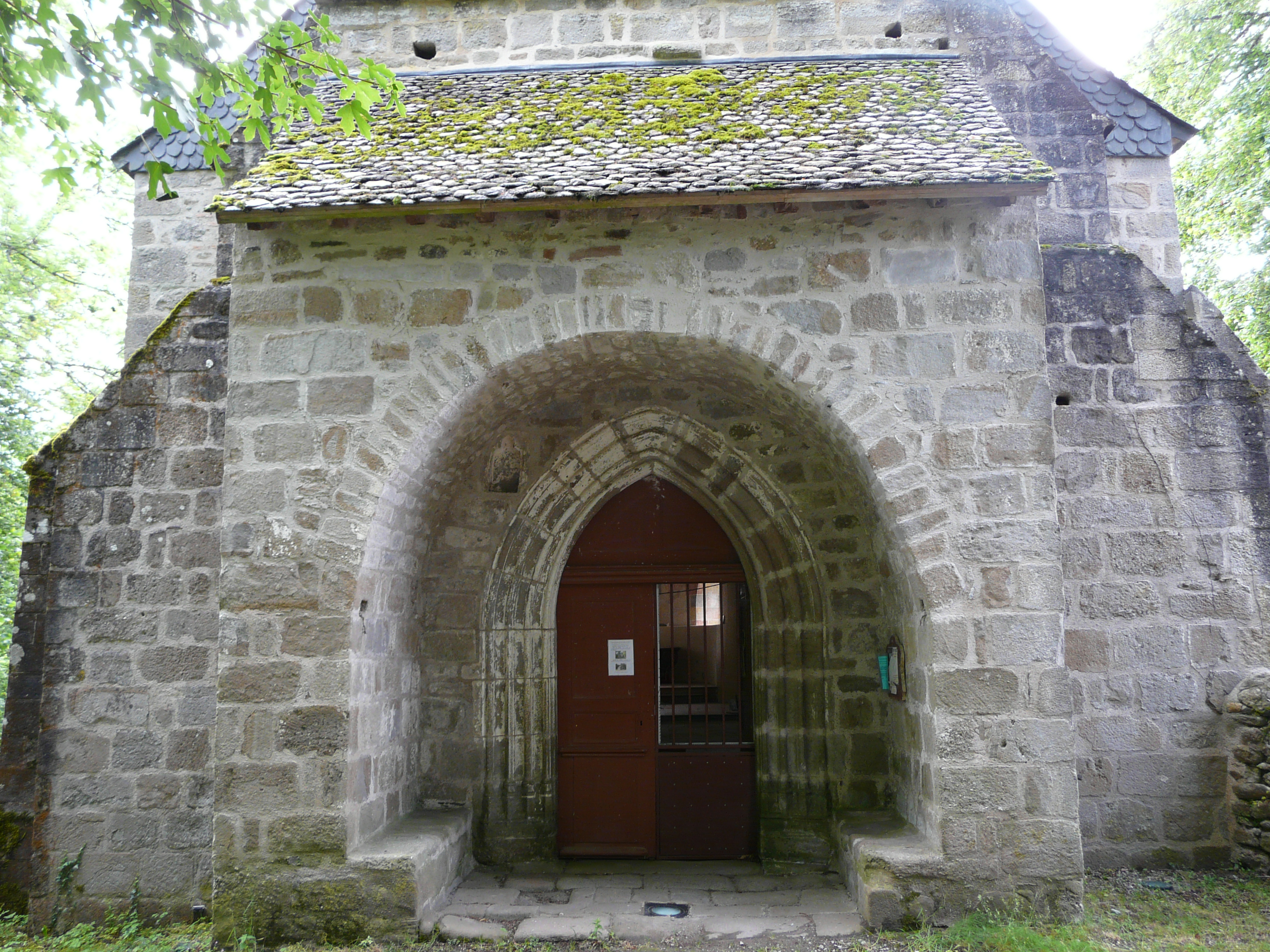
Son porche.

## Sources
- Les ouvrages cités dans Bibliographie.
- Les sites cités dans Liens externes.